# カムザット・チマエフ
カムザット・チマエフ（露: Хамзат Хизарович Чимаев、英: Khamzat Chimaev、   1994年5月1日 - ）は、ロシアの男性総合格闘家。チェチェン・イチケリア共和国出身。アラブ首長国連邦在住。ファイトクラブ・アフマト所属。現UFC世界ミドル級王者。UFCパウンド・フォー・パウンド・ランキング4位。ハムザト・チマエフとも表記される。

## 来歴

### レスリング
チェチェン・イチケリア共和国（現 ロシアのチェチェン共和国）で生まれる。5歳からレスリングを始め、10代の時、アマチュアレスリングのロシアジュニア選手権で銅メダルを獲得。18歳の時にスウェーデンへ移住し、2015年、2016年、2018年と3度フリースタイルレスリングのスウェーデン選手権で優勝を果たす。その後は柔道やコンバット・サンボにも取り組んだ。
2021年11月19日、Bulldog Fight Night 9で同じくUFC選手のジャック・ハーマンソンとフリースタイルレスリングで対戦し、8-0のポイントで勝利を収めた。

### 総合格闘技
仕事の15分間の休憩時間に見たUFC 194のコナー・マクレガー対ジョゼ・アルドに触発され総合格闘技を始めることを決め、23歳の時に、アレクサンダー・グスタフソン、イリル・ラティフィ等が所属するストックホルムのオールスターズ・トレーニングセンターで総合格闘技のトレーニングを開始した。
2017年9月から2018年4月までの間にアマチュア総合格闘技で3試合を行い全勝の戦績を収めるが、デビュー戦の相手は同年にIMAAF世界選手権で優勝するハリド・ラーラムであった。
2018年5月、プロ総合格闘技デビュー。Brave Combat Federationなどで6戦6勝（全フィニッシュ）の戦績を残す。

### UFC
2020年7月16日、UFC初出場となったUFC on ESPN: Kattar vs. Igeでジョン・フィリップスとミドル級契約で対戦し、ダースチョークで2R一本勝ち。パフォーマンス・オブ・ザ・ナイトを受賞した。また、チマエフはこの試合で同年のUFCデビュー・オブ・ザ・イヤーを受賞した。
2020年7月26日、前戦から僅か10日後の試合となったUFC on ESPN: Whittaker vs. Tillでリース・マッキーとウェルター級契約で対戦し、パウンドで1RTKO勝ち。パフォーマンス・オブ・ザ・ナイトを受賞し、UFC史上最短試合間隔勝利記録（10日間）を更新した（ワンデートーナメントの記録では、ホイス・グレイシーがUFC 2で達成した1日で4連勝が最短記録となっている）。試合後のインタビューでは「もう1試合できる。来週も戦える。ミドル級ウェルター級どっちでも、いつでも誰とでも戦える」とコメントした。
2020年9月19日、UFC Fight Night: Covington vs. Woodleyでジェラルド・マーシャートとミドル級契約で対戦し、右ストレートで開始僅か17秒のKO勝ち。3試合連続のパフォーマンス・オブ・ザ・ナイトを受賞した。3試合で90発近い有効打を当てたが、相手から貰った有効打は1発のみである。また、この勝利でUFC史上最短となる66日間で3連勝を飾った。
2020年12月19日、UFC Fight Night 183でウェルター級ランキング3位のレオン・エドワーズと対戦予定であったが、11月29日、チマエフが新型コロナウイルスに感染したことが発表され、12月1日にはエドワーズも新型コロナウイルスに感染したことが発表され、2021年1月20日のUFC on ESPN 21に試合が延期された。しかし、チマエフの新型コロナウイルスによる合併症が長引いたため再度延期され、2021年3月13日のUFC Fight Night 187で3度目の試合が組まれるが、チマエフの合併症からの回復が長引き試合は中止となった。
2021年3月1日、自身のInstagramで新型コロナウイルスによる肺の合併症のため、総合格闘技からの引退を示唆した。しかし、UFC代表のダナ・ホワイトはチマエフの引退を否定し、プレドニゾンを用いた治療期間中にトレーニングを行ったことで感情的になっていただけだと述べた。また、チェチェン共和国首長のラムザン・カディロフは、チマエフに直接電話をかけ引退について考え直すよう説得している。
2021年10月30日、約1年1カ月ぶりの復帰戦となったUFC 267でウェルター級ランキング11位のリー・ジンリャンと対戦。打撃を一発も受けることなく開始早々にテイクダウンを奪いパウンドから、リアネイキドチョークで絞め落として1R一本勝ち。4試合連続のパフォーマンス・オブ・ザ・ナイトを受賞し、総合格闘技の無敗、全フィニッシュ記録を10に伸ばした。
2022年4月9日、UFC 273でウェルター級ランキング2位のギルバート・バーンズと対戦。1Rに右ジャブでダウンを奪い、フルラウンドに渡る激闘を制して3-0（29-28、29-28、29-28）の判定勝ち。ファイト・オブ・ザ・ナイトを受賞した。
2022年9月10日、UFC 279でケビン・ホランドと対戦し、ダースチョークで1R一本勝ち。当初はメインイベントでネイト・ディアスと対戦予定であったが、チマエフが前日計量でウェルター級リミットから7.5ポンド（約3.4kg）体重超過したため、同大会でダニエル・ロドリゲスと180ポンド契約で対戦予定であったホランドとの対戦に変更された。
2023年10月21日、ミドル級復帰戦となったUFC 294で元UFC世界ウェルター級王者カマル・ウスマンと対戦し、2-0の判定勝ち。当初はミドル級ランキング6位のパウロ・コスタと対戦予定であったが、コスタが右肘にブドウ球菌感染症を負い試合の数週間前に手術を受けて欠場したため、ジャレッド・キャノニアに代役のオファーが出され一旦はキャノニアで決定するも、キャノニアも負傷したため欠場となり、数カ月前のUFCとのミーティングでチマエフを最も対戦したい相手としてUFCに伝えていたとことからウスマンが次の候補となり、ウスマン側が出した、チマエフ対ウスマンの勝者が次の試合でミドル級王者のショーン・ストリックランドに挑戦するという条件をUFCが承諾したことで、ウスマンとの対戦が決定した。試合後に柔術コーチのアラン・ド・ナシメントからブラジリアン柔術の茶帯が授与された。
2024年10月26日、1年ぶりの復帰戦となったUFC 308でミドル級ランキング3位の元UFC世界ミドル級王者ロバート・ウィテカーと対戦し、ネッククランクで1R一本勝ち。パフォーマンス・オブ・ザ・ナイトを受賞した。

#### UFC世界王座獲得
2025年8月16日、UFC 319のUFC世界ミドル級タイトルマッチで王者ドリカス・デュ・プレシに挑戦。12度のテイクダウンを奪い、グラウンドで試合を終始コントロールし、ジャッジ3者全員が50-44と採点する完勝で3-0の5R判定勝ち。王座獲得に成功し、2試合連続のパフォーマンス・オブ・ザ・ナイトを受賞した。

## 人物・エピソード
- UFC代表のダナ・ホワイトは、チマエフについて「彼は特別だ。私はこのスポーツに長年携わってきたが、彼のようなファイターは今まで見たことがない。スーパースターになるポテンシャルを秘めている」と語っている[23]。
- 上唇に大きな傷があり、これは2歳の時にコンクリートの階段で転倒した際に負った怪我の名残である。また、この怪我で右の鼻孔から正しく呼吸ができなくなる後遺症が残った[24]。
- 英語、ロシア語、スウェーデン語、チェチェン語の4カ国語を話すことができる。
- チェチェン共和国の首長ラムザン・カディロフと親交があり、2021年1月にはカディロフからメルセデス・ベンツの自動車が贈られたが、同年4月に事故で大破させている[25]。
- UFC世界ライト級王者のハビブ・ヌルマゴメドフと比較されることに拒否感を示しており、チマエフ自身は「みんな俺のことをハビブ2世と言うが、俺はカムザット1世だ」と語っている[26]。
- 2018年にコナー・マクレガーが、ハビブ・ヌルマゴメドフやズバイラ・ツフゴフを侮辱したことや、スパーリングでチェチェン人選手をノックアウトしたと言ったことに対して強い怒りを覚え、マクレガーを襲撃するためにマクレガーの母国であるアイルランドへ出向いたが、理由は不明だが空港で身柄を拘束され、警察署で事情聴取などもなく数時間拘束された後に強制的に帰国させられた。チマエフは、UFC 229でのヌルマゴメドフ戦へ向けてキャンプ中だったマクレガーに、トレーニングをサポートするふりをして近づいて襲撃する計画で、ヌルマゴメドフやチェチェン国民の名誉を守るための行動だったと語っている[27][28]。
- 2020年、UFC Fight Night: Covington vs. Woodleyに出場する為ラスベガスを訪れた際にホームレス男性に対してマクドナルドを御馳走した事がある[29]。
- 2021年にアブバカル・ヌルマゴメドフが従兄弟のハビブ・ヌルマゴメドフに対するチマエフの発言にSNSで「気をつけろ」と警告を発していたが、2022年10月のUFC 280のケージサイドで、舌戦からチマエフがアブバカルを突き飛ばして乱闘寸前の騒ぎを起こした。その後、ハビブ・ヌルマゴメドフとラムザン・カディロフの仲裁で2人は和解した[30][31]。
- 2022年9月8日、UFC 279の試合前記者会見のバックステージで、ケビン・ホランドと舌戦を繰り広げた際にホランドの胸を蹴って乱闘寸前の騒ぎを起こし、その後ネイト・ディアス等も騒ぎに加わりボトルをチマエフに投げるなど一触即発の事態となったため、UFC代表のダナ・ホワイトは安全面を考慮して記者会見の中止を発表した[32]。

## 戦績

### プロ総合格闘技
| 総合格闘技 戦績 | 総合格闘技 戦績 | 総合格闘技 戦績 | 総合格闘技 戦績 | 総合格闘技 戦績 | 総合格闘技 戦績 | 総合格闘技 戦績 |
| --------------- | --------------- | --------------- | --------------- | --------------- | --------------- | --------------- |
| 15 試合         | (T)KO           | 一本            | 判定            | その他          | 引き分け        | 無効試合        |
| 15 勝           | 6               | 6               | 3               | 0               | 0               | 0               |
| 0 敗            | 0               | 0               | 0               | 0               | 0               | 0               |

| 勝敗 | 対戦相手                   | 試合結果                       | 大会名                                                            | 開催年月日     |
| ○    | ドリカス・デュ・プレシ     | 5分5R終了 判定3-0              | UFC 319: du Plessis vs. Chimaev 【UFC世界ミドル級タイトルマッチ】 | 2025年8月16日  |
| ○    | ロバート・ウィテカー       | 1R 3:34 ネッククランク         | UFC 308: Topuria vs. Holloway                                     | 2024年10月26日 |
| ○    | カマル・ウスマン           | 5分3R終了 判定2-0              | UFC 294: Makhachev vs.Volkanovski 2                               | 2023年10月21日 |
| ○    | ケビン・ホランド           | 1R 2:13 ダースチョーク         | UFC 279: Diaz vs. Ferguson                                        | 2022年9月10日  |
| ○    | ギルバート・バーンズ       | 5分3R終了 判定3-0              | UFC 273: Volkanovski vs. The Korean Zombie                        | 2022年4月9日   |
| ○    | リー・ジンリャン           | 1R 3:16 リアネイキドチョーク   | UFC 267: Błachowicz vs. Teixeira                                  | 2021年10月30日 |
| ○    | ジェラルド・マーシャート   | 1R 0:17 KO（右ストレート）     | UFC Fight Night: Covington vs. Woodley                            | 2020年9月19日  |
| ○    | リース・マッキー           | 1R 3:09 TKO（パウンド）        | UFC on ESPN 14: Whittaker vs. Till                                | 2020年7月26日  |
| ○    | ジョン・フィリップス       | 2R 1:12 ダースチョーク         | UFC on ESPN 13: Kattar vs. Ige                                    | 2020年7月16日  |
| ○    | ムズワンディーレ・フロンワ | 2R 1:15 ダースチョーク         | Brave CF 27                                                       | 2019年10月4日  |
| ○    | イクラム・アリスケロフ     | 1R 2:26 KO（右アッパー）       | Brave CF 23                                                       | 2019年4月19日  |
| ○    | シドニー・ウィーラー       | 1R 0:35 ギブアップ（パウンド） | Brave CF 20                                                       | 2018年12月22日 |
| ○    | マルコ・キシッチ           | 1R 3:12 TKO（パウンド）        | Brave CF 18                                                       | 2018年11月16日 |
| ○    | オレ・マグナー             | 1R 4:23 リアネイキドチョーク   | Fight Club Rush 3                                                 | 2018年8月18日  |
| ○    | ガード・オルベ・セイゲン   | 2R TKO（パウンド）             | International Ring Fight Arena 14                                 | 2018年5月26日  |

### アマチュア総合格闘技
| 総合格闘技 戦績 | 総合格闘技 戦績 | 総合格闘技 戦績 | 総合格闘技 戦績 | 総合格闘技 戦績 | 総合格闘技 戦績 | 総合格闘技 戦績 |
| --------------- | --------------- | --------------- | --------------- | --------------- | --------------- | --------------- |
| 3 試合          | (T)KO           | 一本            | 判定            | その他          | 引き分け        | 無効試合        |
| 3 勝            | 1               | 2               | 0               | 0               | 0               | 0               |
| 0 敗            | 0               | 0               | 0               | 0               | 0               | 0               |

| 勝敗 | 対戦相手               | 試合結果                  | 大会名            | 開催年月日     |
| ○    | アドナン・ムジッチ     | 1R 0:57 TKO（パンチ連打） | Nordic Warrior 3  | 2018年4月14日  |
| ○    | ダニイェル・グルビッチ | 2R 2:20 ギロチンチョーク  | Kashio Battle 14  | 2017年11月18日 |
| ○    | ハリド・ラーラム       | 2R 2:06 ダースチョーク    | Fight Club Rush 1 | 2017年9月10日  |

## 獲得タイトル
- 第16代UFC世界ミドル級王座（2025年）

## 表彰
- UFCパフォーマンス・オブ・ザ・ナイト（6回）
- UFC ファイト・オブ・ザ・ナイト（1回）
- UFC デビュー・オブ・ザ・イヤー（2020年）